# Anxo Quintana
Anxo Manuel Quintana González (Allariz, Orense, 25 de febrero de 1959) es un político español, de ideología nacionalista gallega. Fue líder del Bloque Nacionalista Galego (BNG) hasta su dimisión el 14 de marzo de 2009. Fue vicepresidente de la Junta de Galicia entre 2005 y 2009, en coalición con el PSdeG-PSOE.

## Biografía
Anxo Quintana nació en Allariz, una localidad de la provincia de Orense, el 25 de febrero de 1959. Cursó dos años de Medicina en la Universidad de Santiago de Compostela y obtuvo la diplomatura de Enfermería en la Universidad de Vigo. Posteriormente comenzó a trabajar en el hospital Cristal Piñor de Orense.
Comenzó a colaborar con el nacionalismo gallego en 1977, en el campo del sindicalismo agrario nacionalista. Participó en la fundación del BNG en 1982.
Empezó a ser conocido en 1985, poco antes de las elecciones autonómicas de octubre de ese año, cuando él y un grupo de militantes del BNG irrumpieron en el plató que el programa de debate de José Luis Balbín, La Clave, de TVE, había instalado en el Hostal de los Reyes Católicos, en protesta por la no inclusión de representantes del BNG en el programa. La Clave no se emitió aquella semana.
En 1989, tras una revuelta popular que expulsó al alcalde del PP de Allariz, Quintana fue elegido para sucederle. Quintana, que era concejal en la localidad desde 1983, permaneció en la alcaldía hasta 2000. Durante su mandato, Allariz ganó el Premio Europeo de Urbanismo, por su labor de rehabilitación del casco histórico y fue considerado como un ejemplo del modo nacionalista de gestionar administraciones. Fue vicepresidente de la Federación Galega de Municipios e Provincias entre 1995 y 2000. También fue designado senador en representación de la comunidad autónoma de Galicia en 2000, cargo que ocupó hasta el 5 de septiembre de 2005. Era el único miembro del BNG en el Senado y fue el primer nacionalista gallego en esta cámara desde la Transición. Su puesto de senador le dio proyección autonómica y estatal.

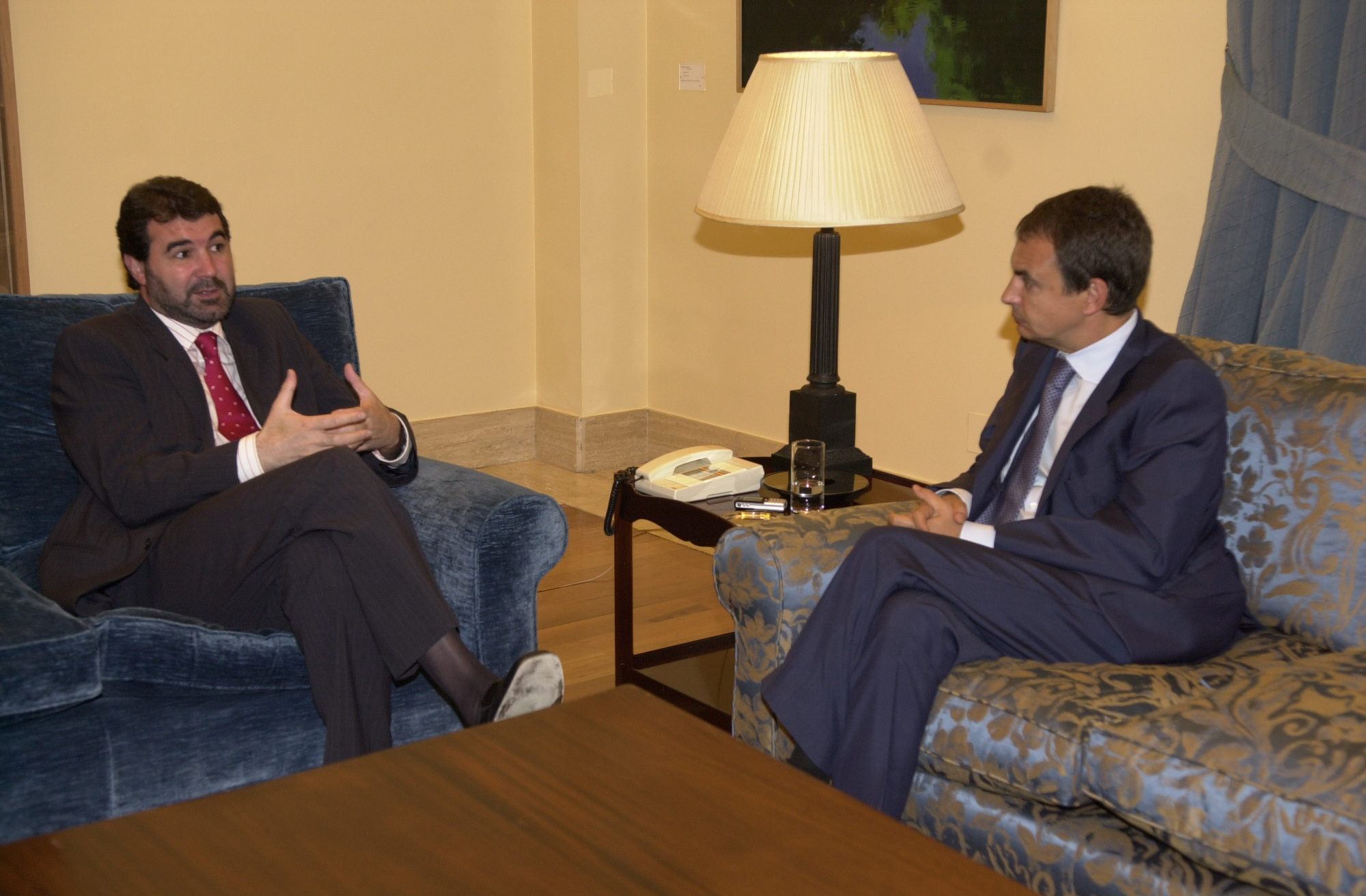
Recibido por José Luis Rodríguez Zapatero en La Moncloa en septiembre de 2005

Paralelamente, escaló puestos en la dirección del BNG, siendo nombrado coordinador de la Ejecutiva Nacional entre 2002 y 2003, y finalmente Portavoz Nacional el 23 de noviembre de 2003, cargo que ocupó hasta 2009 y en el que sucedió al carismático Xosé Manuel Beiras.
Fue el candidato del BNG a la presidencia de la Junta de Galicia en las elecciones del 19 de junio de 2005. Gracias a una coalición entre el PSOE y el BNG, accedió al gobierno liderado por Emilio Pérez Touriño el 2 de agosto de 2005, en el que ocupó la vicepresidencia durante la legislatura completa en lo que se denominó "Bipartito Gallego".

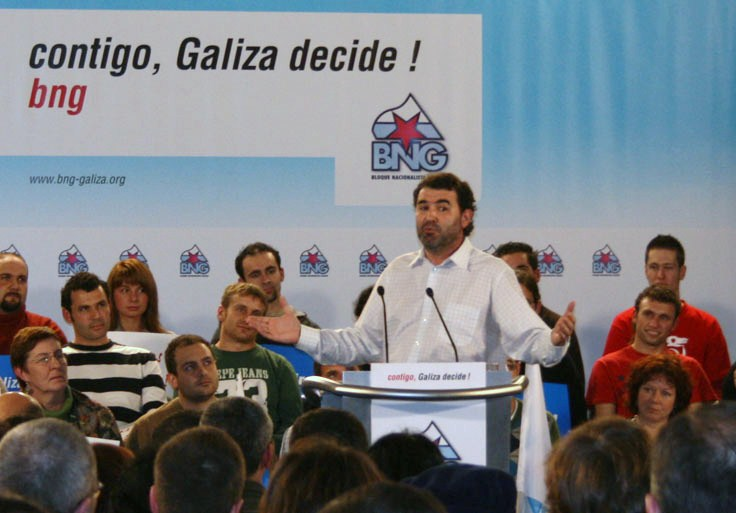
Anxo Quintana en 2008.

Sin embargo, en las elecciones de 2009, el BNG perdió un escaño y el PP recuperó la mayoría absoluta, lo que hizo que Anxo Quintana abandonase el gobierno de la Junta de Galicia. A raíz del resultado electoral, presentó su dimisión el 14 de marzo de 2009 y anunció no tener intención de presentarse de nuevo al puesto.